# Maria Bosio
Maria Bosio (* 30. August 1942 in Sanremo) ist eine italienische Filmregisseurin und Drehbuchautorin.

## Leben
Bosio arbeitete als diplomierte Dolmetscherin u. a. in New York City. Zu Beginn der 1970er Jahre kehrte sie in ihr Heimatland zurück und war bei der RAI für eine Reihe von Sendungen verantwortlich, die soziale Themen zum Inhalt hatten. 1984 drehte sie nach eigenem Drehbuch ihren ersten und bislang einzigen Film, der für das Fernsehen entstand, dann jedoch auch Kinoeinsätze hatte.

## Filmografie
- 1984: La verità non se dice mai (Fernsehfilm mit Kinoseinsatz)[2]